# Siberi Teataja
Siberi Teataja («Сибирские известия», также Siberi Tööline, Kommunaar) — эстоноязычная газета, выходившая в Омске и Новониколаевске/Новосибирске в 1920—1936 годах под разными названиями. Печатный орган эстонских коммунистов Сибирского бюро ЦК РКП(б)/Сибирского и Западно-Сибирского крайкомов.

## История
Впервые газета вышла в Омске 25 февраля 1920 года с названием Siberi Tööline («Сибирский рабочий») и поочерёдно издавалась Омским эстонским отделением РКП(б), Эстонским отделением агитации и пропаганды при Сибирском областном бюро ЦК РКП(б), Эстонским отделением данного бюро.
С 1920 по 1921 издание выпускалось каждую неделю, но уже в 1922 году по причине трудного финансового состояния печати в период зарождения НЭПа было выпущено только шесть номеров.
В начале августа 1921 года «Сибирский рабочий» начал выходить в Новониколаевске.
В 1923 году последовал ряд значимых для газеты событий: 30 января она была переименована в Siberi Teataja; со сменой названия возобновилась еженедельная публикация; новым руководителем стал Я. А. Пельдема.
3 марта 1930 года газета получила название Kommunaar («Коммунар»), издателями которой (после роспуска национальных секций) были Сибирский и сменивший его Западно-Сибирский крайкомы ВКП(б). Частота её выпуска стала достигать двух и более раз в неделю. В 1930 и 1931 годах было напечатано по 120 номеров, их количество продолжало расти в следующие три года: 127 (1932), 142 (1933), 144 (1934), однако снизилось до 121 номера в 1935 году.
В 1933 году редактором был назначен А. И. Ройзберг, занимавший с 1929 года должность заместителя редактора.
В редакции действовал «сектор расследований», руководивший журналистскими расследованиями «критических сигналов рабселькоров-эстонцев». Из сектора, подчинявшегося секретарю редакции И. Я. Кауниссару, на адреса районных исполкомов Западно-Сибирского края, краевой и районных прокуратур отправлялись запросы и письма.
На страницах газеты в большом количестве размещались карикатуры, некоторые из них были оригинальными.
Сотрудники «Коммунара» нередко проводили время в служебных поездках по эстонским посёлкам края, где помогали организовывать культурно-просветительскую и массово-политическую работу, содействовали росту движения рабселькоров, проводили подписную кампанию и занимались инспектированием колхозов.
С преобразованием Сибирского края в Западно-Сибирский и Восточно-Сибирский и созданием в 1934 году Красноярского края газета стала межкраевой, в её распространении по Сибири участвовали эстонские коммунистические ячейки.
За обеспечение газетой эстонцев Восточной Сибири отвечал инструктор редакции И. И. Ярсс, работавший на средства крайкомов ВКП(б) в Иркутске (1933—1934) и Красноярске (с 1935).
Публикация газеты была прекращёна 20 февраля 1936 года, когда был выпущен последний 1246 номер.

## Приложения
С 1926 по 1930 год газета издавала бесплатное приложение — сельскохозяйственно-литературный журнал Uus Küla («Новая деревня»).

## Авторы
Среди заметных авторов издания были Ф. Беми, А. Кабит, А. Кауб, Г. Соли, А. Гипфатас, А. Кант, Й. Бергманн, Н. Рейн, Й. Тамм и т. д. К их числу относился и редактор Я. А. Пельдема, издававшийся практически в каждом номере.
С 1931 по 1936 коллектив ведущих журналистов составляли П. И. Аммер, А. Я. Пуна, И. Я. Кауниссар, А. Э. Тоотс, Э. Я. Эйнманн, А. М. Иогансон, М. И. Каро, О. А. Сарап и др.